# 친샹린
친샹린(진상림,중국어 간체자: 秦祥林, 병음: Qǐn Xianglín, 1948년 5월 19일 ~ )은 중화인민공화국 난징 태생이며 홍콩에서 활약한 대만의 영화 배우이다.

## 이력
1967년 홍콩 영화 《제일검(第一劍)》의 조연으로 영화배우 첫 데뷔하였다.

## 영화 출연작
- 오복성 1983년 바세린 역
- 신용 쌍향포 1984년
- 복성고조 1985년
- 복성고조2 1985년
- 오복성2 1991년